# Заровняев, Роман Семёнович
Роман Семенович Заровняев (1915—1962) ― участник Великой Отечественной войны, гвардии старшина, командир стрелкового взвода, снайпер, уничтожил 59 солдат и офицеров противника.

## Биография
Родился в 1915 году в Наяхинском наслеге Дюпсинского улуса (ныне — Усть-Алданский улус (район)) Якутии.
В 1923 году его родители вместе с детьми переехали в Намский улус. Учился в Намской школе, после этого на рабфаке.
В 1936 году окончил курсы милиционеров при Якутской национальной военной школе, работал в органах НКВД в Якутске, в паспортном отделе в милиции Аллах-Юньского участка.
Мобилизован в ряды Красной Армии 26 июня 1941 года. Службу начал командиром отделения в 136-м стрелковом полку 97-й дивизии Дальневосточной армии.
Боевой путь на фронте начал в 531-м стрелковом полку 164-й стрелковой (Витебской Краснознаменной) дивизии. В боях несколько раз был ранен.
В качестве снайпера уничтожил, по официальным данным, 59 немецких солдат и офицеров.
Награждён орденом Красной Звезды, Отечественной войны I степени, медалями «За боевые заслуги», «За отвагу», знаком «Отличник милиции» и медалью «За безупречную службу» всех трех степеней.
После войны преподавал военное дело в Казачинской средней школы Усть-Янского района. Был секретарем Томпонского райисполкома, председателем поссовета, участковым уполномоченным Кобяского, Жиганского райотделов милиции (1948—1960 гг.).
Умер в 1962 году от последствий фронтового ранения. Похоронен в посёлке Хатырык Намского улуса.